# Ваверчак Любомир Михайлович
Любоми́р Миха́йлович Ваверчак (22 лютого 1995, с. Карашинці, Тернопільська область — 21 квітня 2022, поблизу м. Харкова, Україна) — український військовослужбовець, солдат підрозділу Збройних Сил України, учасник російсько-української війни, який загинув під час російського вторгнення в Україну. Кавалер орденів «За мужність» II (2022, посмертно) та III (2022) ступенів.

## Життєпис
Народився 22 лютого 1995 року в с. Карашинцях, нині Хоростківської громади Чортківського району Тернопільської області.
Закінчив Карашинську філію загальноосвітньої школи І ступеня — ДНЗ опорного закладу НВК «Загальноосвітня школа І—III ступенів № 2 — дошкільний навчальний заклад» міста Хоростків, один із львівських університетів.
Військову службу проходив на посаді старшого навідника гармати артилерійського взводу артилерійської батареї артилерійського дивізіону (підрозділ — не уточнено).
Згідно з повідомленням Чортківського районного ТЦК та СП, військовослужбовець загинув 21 квітня 2022 року в боях з російськими окупантами в ході відбиття російського вторгнення в Україну поблизу м. Харкова. Похований 27 квітня 2022 року в родинному селі.

## Нагороди
- орден «За мужність» II (4 липня 2022, посмертно) — за особисту мужність і самовіддані дії, виявлені у захисті державного суверенітету та територіальної цілісності України, вірність військовій присязі[1];
- орден «За мужність» III (13 квітня 2022) — за особисту мужність і самовіддані дії, виявлені у захисті державного суверенітету та територіальної цілісності України, вірність військовій присязі[2].